# Liste des agences gouvernementales en Estonie
Cet article liste les agences gouvernementales en Estonie.

## Présentation
| Agence                                           | Adresse                         | Ministère de tutelle                      | Réf.   |
| ------------------------------------------------ | ------------------------------- | ----------------------------------------- | ------ |
| Haridus- ja Noorteamet                           | Lõõtsa 4, 11415 Tallinn         | Haridus- ja Teadusministeerium            | [ 2 ]  |
| Kaitsepolitseiamet                               | Toompuiestee 3, 10122 Tallinn   | Siseministeerium                          | [ 3 ]  |
| Kaitseressursside Amet                           | Aiandi 15, 12918 Tallinn        | Kaitseministeerium                        | [ 4 ]  |
| Keeleamet                                        | Endla 4, 10142 Tallinn          | Haridus- ja Teadusministeerium            | [ 5 ]  |
| Keskkonnaamet                                    | Roheline 64, 80010 Pärnu        | Keskkonnaministeerium                     | [ 6 ]  |
| Konkurentsiamet                                  | Tatari 39, 10134 Tallinn        | Justiitsministeerium                      | [ 7 ]  |
| Maa-amet                                         | Mustamäe tee 51, 10621 Tallinn  | Keskkonnaministeerium                     | [ 8 ]  |
| Maksu- ja Tolliamet                              | Lõõtsa 8a, 15176 Tallinn        | Rahandusministeerium                      | [ 9 ]  |
| Muinsuskaitseamet                                | Pikk 2, 10123 Tallinn           | Kultuuriministeerium                      | [ 10 ] |
| Patendiamet                                      | Toompuiestee 7, 15041 Tallinn   | Justiitsministeerium                      | [ 11 ] |
| Politsei- ja Piirivalveamet                      | Pärnu mnt 139, 15060 Tallinn    | Siseministeerium                          | [ 12 ] |
| Põllumajandus- ja Toiduamet                      | Teaduse 2, 75501 Saku, Harjumaa | Maaeluministeerium                        | [ 13 ] |
| Põllumajanduse Registrite ja Informatsiooni Amet | Tähe 4, 51010 Tartu             | Maaeluministeerium                        | [ 14 ] |
| Päästeamet                                       | Raua 2, 10124 Tallinn           | Siseministeerium                          | [ 15 ] |
| Ravimiamet                                       | Nooruse 1, 50411 Tartu          | Sotsiaalministeerium                      | [ 16 ] |
| Riigi Infosüsteemi Amet                          | Pärnu mnt 139a, 15169 Tallinn   | Majandus- ja Kommunikatsiooniministeerium | [ 17 ] |
| Sotsiaalkindlustusamet                           | Paldiski mnt 80, 15092 Tallinn  | Sotsiaalministeerium                      | [ 18 ] |
| Statistikaamet                                   | Tatari 51, 10134 Tallinn        | Rahandusministeerium                      | [ 19 ] |
| Tarbijakaitse ja Tehnilise Järelevalve Amet      | Endla 10a, 10122 Tallinn        | Majandus- ja Kommunikatsiooniministeerium | [ 20 ] |
| Terviseamet                                      | Paldiski mnt 81, 10614 Tallinn  | Sotsiaalministeerium                      | [ 21 ] |
| Transpordiamet                                   | Valge 4, 11413 Tallinn          | Majandus- ja Kommunikatsiooniministeerium | [ 22 ] |
| Välisluureamet                                   | Rahumäe tee 4b, 13415 Tallinn   | Kaitseministeerium                        | [ 23 ] |